# Vicente Inglada Ors
Vicente Inglada Ors (Alicante, 9 de enero de 1879- Madrid, 7 de enero de 1949) fue un militar, geofísico y sismólogo español, que llegó a ser miembro numerario de la Real Academia de Ciencias Exactas, Físicas y Naturales, en sustitución del farmacéutico y bioquímico José Rodríguez Carracido.
Considerado un sismólogo de renombre internacional, fue director del Observatorio Geofísico de Toledo. Tradujo al castellano de la Die Entstehung der Kontinente un Ozeane de Alfred Wegener y fue miembro del comité organizador del XIV Congreso Geológico Internacional, celebrado en 1926. Fue además esperantista, autor entre otras obras de un Vocabulario Español-Esperanto, junto a Antonio López Villanueva o Kuracisto per batoj: triakta proza komedio, una traducción de una obra de Leandro Fernández de Moratín: El médico a palos.
En su recuerdo, la ciudad de Alicante le tiene dedicada una céntrica calle a su nombre.